# Crème brûlée
Crème brûlée (wym. [kʁɛm bʁyˈle] z fr. „przypalona śmietanka”) – zapiekany deser, przygotowywany ze śmietanki, żółtek, cukru, uwieńczony warstwą skarmelizowanego cukru. Aromatu i smaku potrawie nadaje zazwyczaj wanilia.
Crème brûlée podawany jest zwykle schłodzony w kokilkach. Pochodzenie deseru nie jest do końca ustalone – po raz pierwszy opisany został w książce kucharskiej François Massialota w 1691 roku.